# تپه گل زرد ۱
تپه گل زرد ۱ مربوط به دوره اشکانیان - سده‌های اولیه و میانه دوران‌های تاریخی پس از اسلام است و در شهرستان سلسله، بخش مرکزی، دهستان یوسفوند، ۱۵ متری غرب روستای گل زرد واقع شده و این اثر در تاریخ ۲۸ اسفند ۱۳۸۵ با شمارهٔ ثبت ۱۸۸۵۰ به‌عنوان یکی از آثار ملی ایران به ثبت رسیده است.